# Статуя Франсиско Франко в Мелилье
Статуя Франсиско Франко в Мелилье (исп. Estatua del comandante de la Legión Francisco Franco Bahamonde) — находилась в испанском североафриканском полуанклаве Мелилье и была последней уцелевшей статуей в честь каудильо Франсиско Франко, лидера националистов во время гражданской войны и правителя Испании с 1939 года и до своей смерти в 1975 году. После принятия Закона об исторической памяти публичная символика, изображающая Франсиско Франко или восхваляющая его правление, была объявлена в Испании незаконной. Статуя существовала до 2021 года, формально по той причине, что она изображала Франсиско Франко до начала гражданской войны и его правления.

## Предыстория
В Мелилье Франсиско Франко служил во время Рифской войны в годы существования Испанского протектората Марокко, и по этой причине в городе сохранились некоторые проявления почести и уважения к нему. Мэрия Мелильи — единственная в Испании, где до сих пор имеется изображение Франко. До 2010 года в городе также была конная статуя Франсиско Франко в казарме: она была предоставлена в аренду компании Fundación Gaselec, частному поставщику электроэнергии города, поэтому её экспозиция считалась законной. По состоянию на 2007 год в городе было 56 улиц, названных в честь деятелей эпохи Франсиско Франко.

## Описание
Статуя была отлита из бронзы отставным подполковником Энрике Ново Альваресом, возведена в 1978 году без официальной церемонии. Была заказана через несколько дней после смерти каудильо, и Ново Альварес выиграл общенациональный конкурс на получение тендера на 3 миллиона песет. Статую разрешили оставить в общественном месте, поскольку она изображала Франсиско Франко в качестве командующего Испанского легиона в Рифской войне, более чем за десятилетие до начала гражданской войны в Испании и его правления в качестве каудильо. Установку статуи поддерживали как правые, так и левые члены совета города.
В 2005 году статую переместили на новое место подальше от набережной из-за укладки нового тротуара. В июне 2015 года члены местной Гражданской гвардии — жандармского подразделения, позировали для фотографии со статуей, что вызвало возмущение у некоторых испанских политиков.

## Демонтаж
В октябре 2019 года лидер местной Испанской социалистической рабочей партии и региональный вице-президент Глория Рохас, предложила удалить статую после проведения ноябрьских выборов в Ассамблею Мелильи. В феврале 2020 года Глория Рохас заявила, что ведутся переговоры с другими партиями-членами местного правительства: «Граждане — Гражданская партия» и «Коалиция за Мелилью» о судьбе статуи Франсиско Франко. Статуя была демонтирована 23 февраля 2021 года.